# Луганський академічний обласний театр ляльок
Луга́нський академі́чний обласни́й теа́тр ляльо́к — обласний академічний театр ляльок у місті Луганську.

## Загальна інформація

Бічний вхід до театру

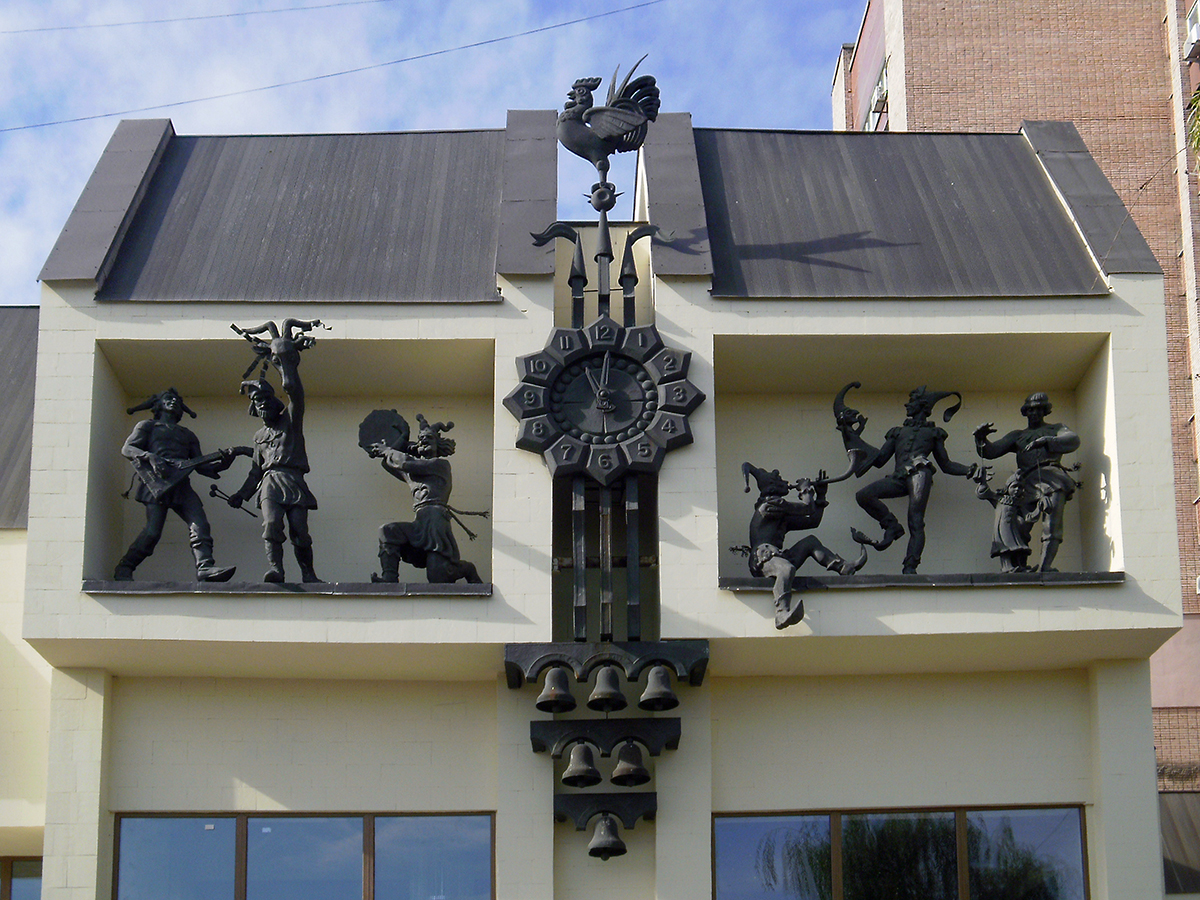
Годинник Лялькового театру

Сьогодні Луганський академічний обласний театр ляльок — єдиний професійний дитячий театр в Луганській області.
Театр міститься в спеціально зведеній сучасній будівлі, що за своїм архітектурним вирішенням та функціоналінстю вважається однією з найкращих серед подібних у державі, й розташований за адресою:
вул. 16-Лінія, 7-б, м. Луганськ-91055 (Україна).
Директор закладу: заслужений працівник культури України Терновий Сергій Вікторович.

## Історія
Театр розпочав свою діяльність від 29 березня 1939 року. Вже від перших днів свого існування театр звертав до найкращих зразків класичної драматургії — його афіша включала імена таких всесвітньо-відомих авторів, як О. Генрі, О. Пушкін, А. Чехов, Ш. Перро та ін.
Німецько-радянська війна перервала роботу закладу, хоча з виставою «Великий Іван» С. Образцова група акторів обслуговувала бійців Радянської Армії на різних фронтах та працювала у військових шпиталях.
Після закінчення ІІ Світової війни, у серпні 1946 року, в місті з'явилися афіші, які сповіщали, що Ворошиловградський обласний театр ляльок почав працювати постійно.
Протягом 49 років (1946—95) театр не мав свого приміщення, фактично існуючи як пересувний. Але, попри таке становище, театр постійно збагачував репертуар, виховував високопрофесійних акторів, відданих складній професії актора-ляльковода. Тривалий час афішу театру прикрашали вистави «Вождь червоношкірих» О. Генрі, «Казка про царя Салтана» О. Пушкіна, «Розмова людини з собакою» А. Чехова, «Кіт у чоботях» Ш. Перо, «Гусеня» Н. Гернет, «Троє поросят» С. Михалкова, «Школяру на пам'ять» О. Максименко, «Горбоконик» П. Єршова, «Червона шапочка» Ш. Перо тощо.
Значний внесок у становлення театру доклали режисери М. Хохлов, М. Ржевський, В. Симонович, В. Ващаєв, О. Москаленко, актори Г. Леонова, Л. Кривозубова, О. Воскресенський, І. Селезньов, Л. Столярчук, З. Секіріна, Л. Замєлан, Н. Брежнєва. 45 років віддав театру художник, а потім і головний режисер, заслужений працівник культури України А. Чеверноженко.
У 1997 році творчий колектив театру очолили нові керівники: директор, заслужений працівник культури Терновий Сергій Вікторович та головний режисер, заслужений артист України Ткаченко Євген Романович. Вони успішно реалізують творчий потенціал колективу, включаючи його в загальний театральний процес не тільки Луганська й України, але й Європи: так, від 2002 року театр є учасником міжнародних фестивалів театрів ляльок (м. Ужгород), «Золотий Телесик» (м. Львів), «Подільська лялька» (м. Вінниця) «Різдвяна містерія» (м. Луцьк) та інших, за підсумками яких колектив театру має численні нагороди, цінні подарунки, Почесні грамоти та Дипломи в багатьох номінаціях.
Двічі у рамках Всеукраїнських оглядів народної творчості вистави Луганського академічного обласного театру ляльок були представлені на сценах Києва і відзначені високими оцінками провідними мистецтвознавцями.
На початку 2007 року Луганському обласному театру ляльок наказом Міністерства культури і туризму України від 9 лютого 2007 року було надано статус академічного, й він отримав свою сучасну назву — Луганський академічний обласний театр ляльок.

## Репертуар, діяльність і колектив

Луганський театр ляльок увечері — прикраса центральної частини міста

У репертуарі Луганського академічного обласного театру ляльок понад 30 вистав для глядачів різного віку, його основу складають найкращі зразки класичної та сучасної драматургії.
Серед вистав театру: «Панночка» Н. Садур, «Сестра моя, Русалонька» Л. Розумовської, «Журавлині пера» Д. Кіносіти, «Блакитне щеня» Д. Урбана, «Голий король» Є. Ткаченка, «Шинель» М. Гоголя, «Носоріг і Жирафа» Х. Гюнтера, «Ми граємо казки О. С. Пушкіна» Є. Ткаченка, «Півтори жмені» Н. Осипової, «Прощавай, яре!» Є. Ткаченка, «Мила Шура» Є. Ткаченка, «Щасливий Ганс» М. Бартєнєва та багато інших.
Луганський ляльковий активно творчо розвивається, урізноманітнює стилістику театральної мови та вікові категорії глядачів. Щороку театр випускає 4-5 прем'єрних вистав.
Дуже плідним для театру став період 2000–2006 років, коли творчий колектив узяв участь у восьми міжнародних, всеукраїнських та міжрегіональних фестивалях, де отримав 29 почесних дипломів та нагород у різних номінаціях.
Найкращі акторські традиції Луганського академічного обласного театру ляльок дбайливо підтримують заслужена артистка України В. Чеверноженко, заслужений артист України Є. Вінокуров, провідні майстри сцени О. Маркова, В. Середа, М. Гончаров. Над втіленням оригінальних задумів натхненно працює головний художник І. Гололобова.

## Виноски
1. ↑  Луганський обласний театр ляльок [Архівовано 2 грудня 2009 у Wayback Machine.] на www.http://w3.lg.ua/index.php [Архівовано 23 січня 2010 у Wayback Machine.]
2. ↑  Архів новин 2001–2007 [Архівовано 4 березня 2016 у Wayback Machine.] на Офіційна вебсторінка Луганської обласної державної адміністрації [Архівовано 11 березня 2022 у Wayback Machine.]
3. ↑  Луганський обласний театр ляльок [Архівовано 23 березня 2014 у Wayback Machine.] на Офіційна вебсторінка Управління культури і туризму Луганської обласної державної адміністрації [Архівовано 23 листопада 2009 у Wayback Machine.]